# Tallulah Hazekamp Schwab
Pour les articles homonymes, voir Schwab.
 (février 2019).
Si vous disposez d'ouvrages ou d'articles de référence ou si vous connaissez des sites web de qualité traitant du thème abordé ici, merci de compléter l'article en donnant les références utiles à sa vérifiabilité et en les liant à la section « Notes et références ».
Tallulah Hazekamp Schwab, née le 8 novembre 1973 à Oslo,,, est une réalisatrice et scénariste néerlando-norvégienne.

## Filmographie
- 1995 : Poppycock
- 1996 : Nachttrein
- 1997 : 78° noord
- 1999 : De Kapsalon
- 2000 : Wals (nl)
- 2003 : De man in de linnenkast
- 2005 : Le Permis de conduire (nl) (Het rijexamen)
- 2006 : Blindgangers (nl)
- 2011 : De Eerste Snee (nl)
- 2013 : Mimoun
- 2014 : Taart
- 2014 : Dorsvloer vol confetti (nl)

## Vie privée
Depuis 1993, elle est en couple avec le réalisateur néerlandais Martin Koolhoven.